# 雷曼律师事务所
Template:Article for deletion/dated
雷曼律师事务所 (（中文）) 是一家中国 律师事务所,于1992年，由爱德华雷门, Jason Lee 以及 Xu Jia Li设立，其总部位于 北京.

## 历史
其 总经理 爱德华雷门 是一位律师 ，他于1987年从美国抵达中国，相继在一间名为Lord Bissell & Brook (现名为 Locke Lord Bissell & Liddell) 的美国律师事务所上海及北京代表处工作。随着 1989年6月4日事件的发生，由于担心无法保证员工的安全，外国律师事务所撤离了中国大陆，并把营业地与相关的国际员工 安顿到了香港的司法管辖区内。他们认为这样相对安全。
雷曼律师事务所是第八间在中国成立的从事私法领域事务服务的律师事务所。

## 实践领域
律所最初专注于 外商直接投资 以及 知识产权， 90年代末期，随着中国经济 的逐步发展，法律环境也愈渐复杂。长期以来，为了能保持并树立其传统优势，
律所开展多种经营，将业务拓宽至公司业务以及 商法的全部领域，并打破传统，开展 侵权行为和 [[人身损害]业务].
雷曼律师事务所的业务领域包括:
- 反垄断
- 航空及航运
- 银行和金融
- 破产和重组
- 商业移民
- 资本市场/证券
- 政府关系
- 商品贸易
- 企业及国际税务
- 企业服务/纳税计划
- 债权人权利
- 直销
- 能源和资源
- 娱乐和体育
- 出口、关税和贸易
- 金融服务
- 特许经营
- 境内外投资
- 知识产权
- 劳动和雇用
- 诉讼和争议解决
- 媒体和广告
- 兼并和收购
- 矿业
- 私人客户团队 (高纯收入的个人)
- 无偿法律援助
- 产品责任
- 项目和基础设施融资
- 房地产
- 风险资本和私募股权

## 雷曼蒙古律师事务所
雷曼蒙古律师事务所是一家蒙古国全职的国际性律师事务所。  雷曼律师事务所乌兰巴托办公室成立于2003年并配备有经验丰富的常驻外国法律顾问以及合格的蒙古律师。  雷曼律师事务所在整个亚洲，欧洲以及美国分布有31个办公室以及超过250名律师、专利和商标代理人以及法律助理，提供给全方位的法律服务，是蒙古国最大最优秀的律师事务所之一。仅有小部分国际性律师事务所在蒙古国设有办公室，如Anderson & Anderson LLP, Lynch & Mahoney 以及雷曼律师事务所在乌兰巴托设有专门的办公室。

## 视频链接
- http://www.tudou.com/home/lehmanleexu （页面存档备份，存于）